# Maita (metropolitana di Yokohama)
Maita (蒔田駅?, Maita-eki) è una stazione della metropolitana di Yokohama che si trova nel quartiere di Minami-ku a Yokohama, ed è servita dalla linea blu, che ha sostituito l'omonima fermata del tram di Yokohama, soppresso nel 1972.

## Linee
Metropolitana di Yokohama
 Linea blu (linea 4)

## Struttura
La stazione è realizzata sottoterra, e possiede due marciapiedi laterali con due binari passanti protetti da porte di banchina a mezza altezza.
| 1 | Linea blu |  | per Kami-Ōoka e Shōnandai           |
| 2 | Linea blu |  | per Yokohama, Center-Kita e Azamino |

## Stazioni adiacenti
| «          | Servizio  | »         |
| Linea Blu  | Linea Blu | Linea Blu |
| ---------- | --------- | --------- |
| Yoshinochō | -         | Gumyōji   |